# ときの探訪
『ときの探訪』（ときのたんぼう）は、1997年4月8日から2009年9月17日まで中部日本放送 (CBC) で放送されていた紀行番組である。JR東海の一社提供。全536回。番組終了時の放送時間は毎週木曜 21:54 - 22:00 （日本標準時）。

## 概要
東海地方と近畿地方各地の歴史と文化を紹介していたミニ番組で、各地の町並み・伝統行事・伝統の職人芸などにスポットを当てていた。ジェイアール東海エージェンシーが番組の立ち上げに携わっており、松岡正剛が監修を、松岡が設立した松岡正剛事務所と編集工学研究所が企画を担当していた。
平均視聴率は2006年時点で13%、2008年時点で12%。最高視聴率は2001年9月4日放送分「東海道 御油〜赤坂」（第192回）の19.3%。
番組は2009年秋の改編でレギュラー放送を終了したが、それから5か月後の2010年2月7日（日曜） 16:00 - 16:30 に同局で30分スペシャル『ときの探訪 匠が伝える飛騨の心』が放送された。この回では山本陽子と松岡が案内人を務めていた。